# Недуброво
Недуброво — деревня в Кичменгско-Городецком районе Вологодской области.
Входит в состав Кичменгского сельского поселения, с точки зрения административно-территориального деления — в Кичменгский сельсовет.
Расстояние по автодороге до районного центра Кичменгского Городка составляет 8 км, до центра муниципального образования Кичменгского Городка — 8 км. Ближайшие населённые пункты — Кузьмино, Судническая Гора, Красавино-1.

## Палеонтология
В отложениях раннего триасового периода (нижнеиндский подъярус) Недуброво найден ископаемый образец темноспондильной амфибии Tupilakosaurus.

## Население
Население по данным переписи 2002 года — 24 человека (12 мужчин, 12 женщин). Всё население — русские.